# Sandaucourt
Sandaucourt est une commune française située dans le département des Vosges, en Lorraine, dans la région Grand Est.
Ses habitants sont appelés les Sanlardicurtiens ou les Sandaucurtiens<.

## Géographie

### Localisation
Sandaucourt est un petit village de la plaine des Vosges, situé à 4 km de Châtenois et 7 km de  Bulgnéville. 

### Hydrographie et les eaux souterraines
Hydrogéologie et climatologie : Système d’information pour la gestion des eaux souterraines du bassin Rhin-Meuse :
Territoire communal : Occupation du sol (Corinne Land Cover); Cours d'eau (BD Carthage),
Géologie : Carte géologique; Coupes géologiques et techniques,
 Hydrogéologie : Masses d'eau souterraine; BD Lisa; Cartes piézométriques.
Le Ruisseau de Dreuve, le Ruisseau de Nievel, le Ruisseau de Sandaucourt sont les principaux cours d'eau parcourant la commune.

### Climat
Pour des articles plus généraux, voir Climat du Grand Est et Climat des Vosges.
En 2010, le climat de la commune est de type climat de montagne, selon une étude du Centre national de la recherche scientifique s'appuyant sur une série de données couvrant la période 1971-2000. En 2020, Météo-France publie une typologie des climats de la France métropolitaine dans laquelle la commune est exposée à un climat océanique altéré et est dans la région climatique  Lorraine, plateau de Langres, Morvan, caractérisée par un hiver rude (1,5 °C), des vents modérés et des brouillards fréquents en automne et hiver. 
Pour la période 1971-2000, la température annuelle moyenne est de 9,4 °C, avec une amplitude thermique annuelle de 16,8 °C. Le cumul annuel moyen de précipitations est de 927 mm, avec 13,1 jours de précipitations en janvier et 9,3 jours en juillet. Pour la période 1991-2020, la température moyenne annuelle observée sur la station météorologique de Météo-France la plus proche, « St Ouen-lès-Parey_sapc », sur la commune de Saint-Ouen-lès-Parey à 11 km à vol d'oiseau, est de 10,0 °C et le cumul annuel moyen de précipitations est de 806,8 mm. 
La température maximale relevée sur cette station est de 39,4 °C, atteinte le 25 juillet 2019 ; la température minimale est de −22 °C, atteinte le 20 décembre 2009,,. 
Les paramètres climatiques de la commune ont été estimés pour le milieu du siècle (2041-2070) selon différents scénarios d'émission de gaz à effet de serre à partir des nouvelles projections climatiques de référence DRIAS-2020. Ils sont consultables sur un site dédié publié par Météo-France en novembre 2022.

## Urbanisme

### Typologie
Au 1er janvier 2024, Sandaucourt est catégorisée commune rurale à habitat dispersé, selon la nouvelle grille communale de densité à sept niveaux définie par l'Insee en 2022.
Elle est située hors unité urbaine. Par ailleurs la commune fait partie de l'aire d'attraction de Vittel - Contrexéville, dont elle est une commune de la couronne,. Cette aire, qui regroupe 72 communes, est catégorisée dans les aires de moins de 50 000 habitants,.

### Occupation des sols
L'occupation des sols de la commune, telle qu'elle ressort de la base de données européenne d’occupation biophysique des sols Corine Land Cover (CLC), est marquée par l'importance des territoires agricoles (72 % en 2018), une proportion sensiblement équivalente à celle de 1990 (72,8 %). La répartition détaillée en 2018 est la suivante : 
prairies (50,4 %), forêts (21,8 %), terres arables (20,8 %), zones urbanisées (3,6 %), zones industrielles ou commerciales et réseaux de communication (2,5 %), zones agricoles hétérogènes (0,8 %). L'évolution de l’occupation des sols de la commune et de ses infrastructures peut être observée sur les différentes représentations cartographiques du territoire : la carte de Cassini (XVIIIe siècle), la carte d'état-major (1820-1866) et les cartes ou photos aériennes de l'IGN pour la période actuelle (1950 à aujourd'hui).

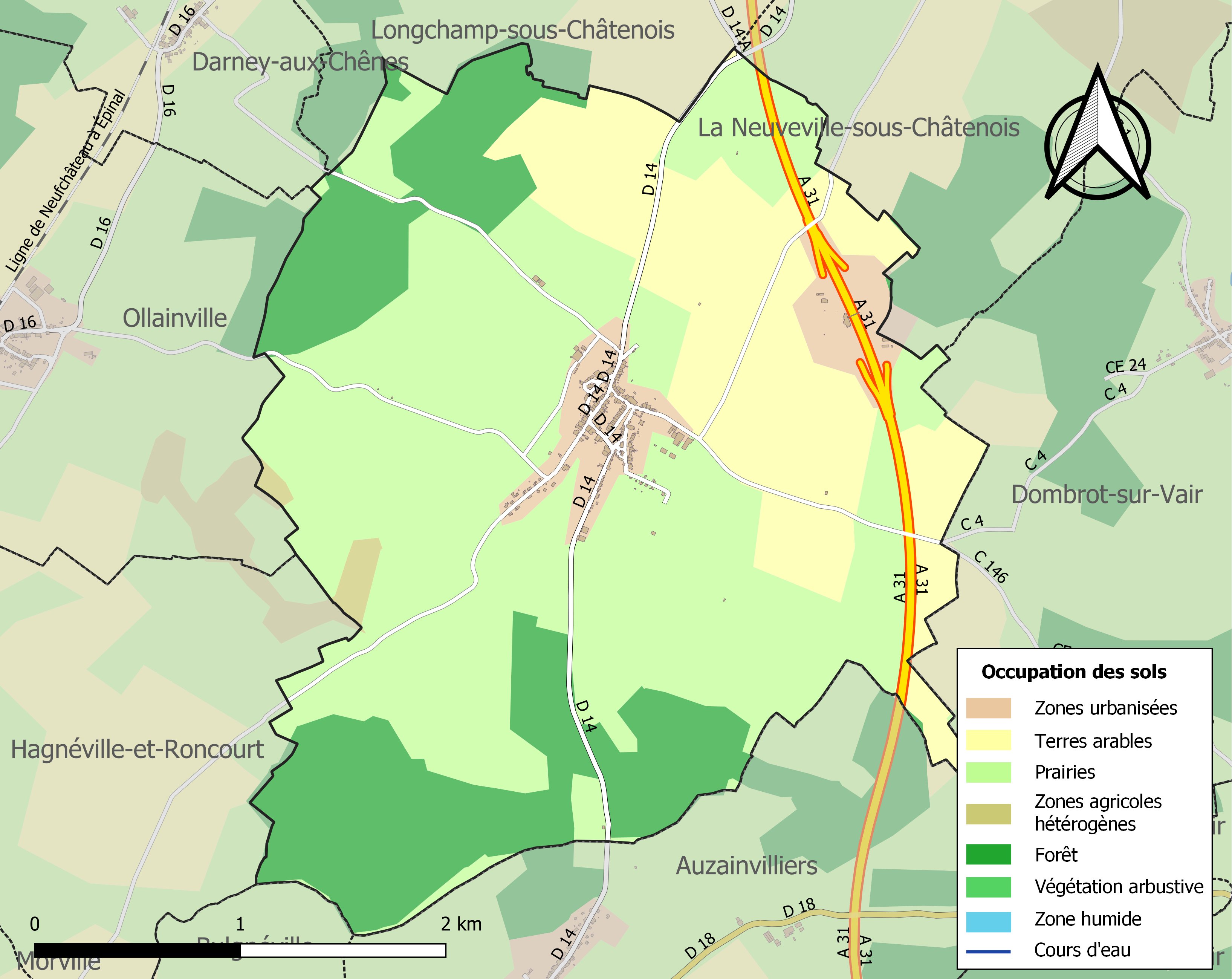
Carte des infrastructures et de l'occupation des sols de la commune en 2018 (CLC).

### Voies de communications et transports

#### Voies routières
Le village est traversé par la départementale 14. Son accès est facilité par l'autoroute A31, et bénéficiant de deux Échangeurs proches (Châtenois, Bulgnéville).
Des dessertes dans le village donnent l'accès aux localités voisines d'Ollainville, Darney-aux-Chênes, Dombrot-sur-Vair, Auzainvilliers et La Neuveville-sous-Châtenois.

#### Transports en commun

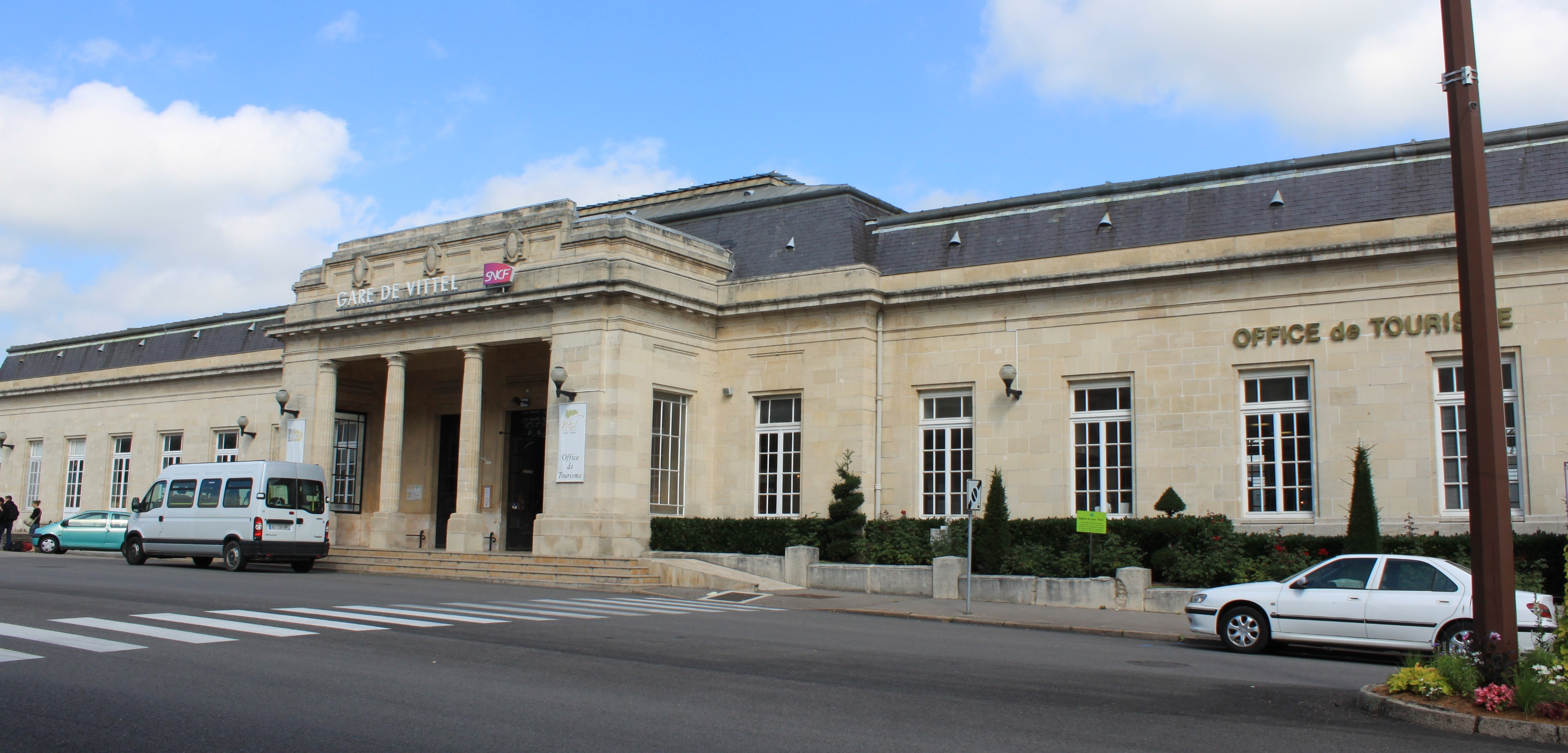
Gare de Vittel.

- Fluo Grand Est.

#### Lignes SNCF
- Gare de Contrexéville
- Gare de Vittel
- Gare de Neufchâteau

## Toponymie
Le nom de la localité est attesté sous les formes Senlardiscurtis, avant 1111 (Cartulaire de Molesme, I, 79); Villam de Senlacurte en 1145 (Cartul. de Molesme, II, 284); Senlardicurte avant 1148 (Cartul. de Molesme, I, 194); Senguaucourt avant 1205 (Molesme, 2e cartul., fol. 136); Sennacort 1226 (bibl. de l'Ars., ms. 1066, fol. 27); Cendaucourt vers 1278 (Auguste Longnon, Doc. Champ., II, 176); Sandalcourt en 1459.
Il s'agit d'une formation toponymique caractéristique du nord de la France en -court au sens de « cour de ferme, ferme », ancienne graphie du mot français cour (cf. adjectif courtois). En toponymie, il traduit le terme germanique -hof(en) / -hov(en) de même sens. D'une manière générale, il est précédé d'un anthroponyme germanique.
Albert Dauzat propose le nom de personne Senelhard, aussi Snelhard. Ce nom est bien attesté par exemple dans l'histoire de la ville de Lüdinghausen en Rhénanie-du-Nord-Westphalie (Allemagne).

## Histoire
Il y avait à Sandaucourt deux seigneuries et deux châteaux, l'un dit "Haut" situé près de l'église, aurait été détruit au XVIIe siècle, l'autre dit "Bas" aurait été construit au milieu du XVIIe siècle par la famille de Beauvau. 
Église fortifiée au XVIe siècle.
En 1751 le territoire de la commune relève du Bailliage de Neufchâteau.
Le cardinal de Retz fit plusieurs séjours dans le château.

## Politique et administration
| Période                                  | Période         | Identité                      | Étiquette | Qualité           |
| ---------------------------------------- | --------------- | ----------------------------- | --------- | ----------------- |
| Les données manquantes sont à compléter. |                 |                               |           |                   |
| 1896                                     | 1906            | Nicolas Morlot                |           |                   |
| 1906                                     | 1919            | Jules Nicolas Maillot         |           |                   |
| 1919                                     | 1926            | Justin Bastien                |           |                   |
| 1926                                     | 1944            | Alexandre Marchal             |           |                   |
| 1944                                     | 1951            | André Bellot                  |           |                   |
| 1951                                     | 1959            | Pierre Bellamy                |           |                   |
| 1959                                     | décembre 1959   | Georges Thouvenin (1907-1979) |           |                   |
| décembre 1959                            | mars 2008       | Gilbert Hass (1934-2018)      |           | Employé de bureau |
| mars 2008                                | mars 2020       | Claude Voriot                 |           |                   |
| mars 2020                                | Mandat en cours | Eric Girard                   |           |                   |

### Budget et fiscalité 2022

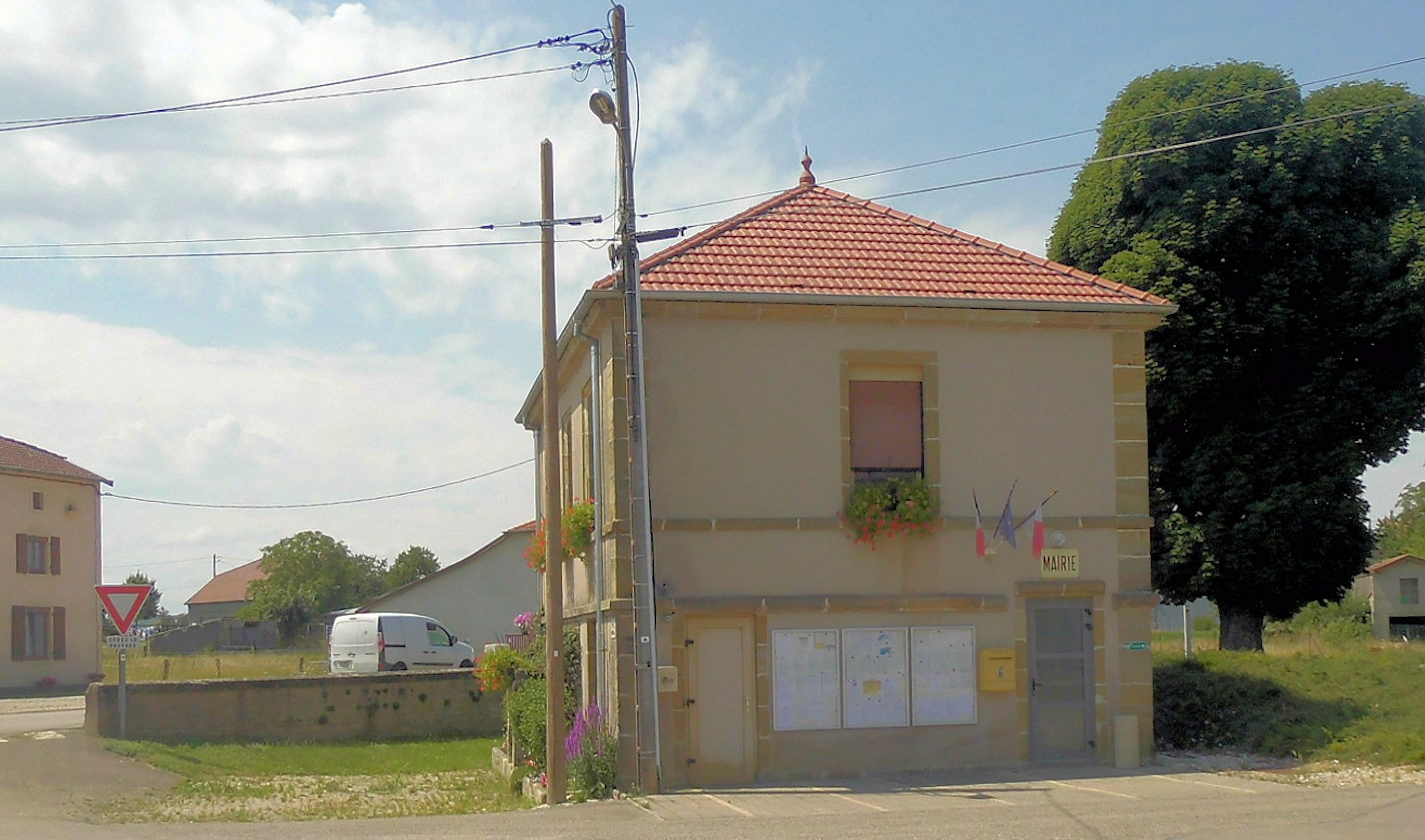
La mairie.

En 2022, le budget de la commune était constitué ainsi :
- total des produits de fonctionnement : 258 000 €, soit 1 498 € par habitant ;
- total des charges de fonctionnement : 172 000 €, soit 998 € par habitant ;
- total des ressources d'investissement : 335 000 €, soit 1 945 € par habitant ;
- total des emplois d'investissement : 377 000 €, soit 2 192 € par habitant ;
- endettement : 432 000 €, soit 2 515 € par habitant.

Avec les taux de fiscalité suivants :
- taxe d'habitation : 14,96 % ;
- taxe foncière sur les propriétés bâties : 33,20 % ;
- taxe foncière sur les propriétés non bâties : 10,54 % ;
- taxe additionnelle à la taxe foncière sur les propriétés non bâties : 38,75 % ;
- cotisation foncière des entreprises : 20,27 %.

Chiffres clés Revenus et pauvreté des ménages en 2021 : médiane en 2021 du revenu disponible, par unité de consommation : 22 650 €.

## Population et société

### Démographie

#### Évolution démographique
L'évolution du nombre d'habitants est connue à travers les recensements de la population effectués dans la commune depuis 1793. Pour les communes de moins de 10 000 habitants, une enquête de recensement portant sur toute la population est réalisée tous les cinq ans, les populations de référence des années intermédiaires étant quant à elles estimées par interpolation ou extrapolation. Pour la commune, le premier recensement exhaustif entrant dans le cadre du nouveau dispositif a été réalisé en 2008.

En 2022, la commune comptait 174 habitants, en évolution de −1,69 % par rapport à 2016 (Vosges : −2,96 %, France hors Mayotte : +2,11 %).
| 1793 | 1800 | 1806 | 1821 | 1831 | 1836 | 1841 | 1846 | 1856 |
| ---- | ---- | ---- | ---- | ---- | ---- | ---- | ---- | ---- |
| 522  | 566  | 613  | 633  | 569  | 614  | 600  | 614  | 544  |

| 1861 | 1866 | 1876 | 1881 | 1886 | 1891 | 1896 | 1901 | 1906 |
| ---- | ---- | ---- | ---- | ---- | ---- | ---- | ---- | ---- |
| 579  | 572  | 543  | 508  | 475  | 454  | 457  | 435  | 371  |

| 1911 | 1921 | 1926 | 1931 | 1936 | 1946 | 1954 | 1962 | 1968 |
| ---- | ---- | ---- | ---- | ---- | ---- | ---- | ---- | ---- |
| 359  | 306  | 302  | 307  | 292  | 294  | 285  | 257  | 225  |

| 1975 | 1982 | 1990 | 1999 | 2006 | 2008 | 2013 | 2018 | 2022 |
| ---- | ---- | ---- | ---- | ---- | ---- | ---- | ---- | ---- |
| 245  | 247  | 204  | 187  | 198  | 204  | 187  | 171  | 174  |

### Enseignement
Établissements d'enseignements :
- Écoles maternelles et primaires à Dombrot-sur-Vair, La Neuveville-sous-Châtenois, Châtenois, Mandres-sur-Vair, Saint-Remimont, Belmont-sur-Vair.
- Collèges à Châtenois, Mandres-sur-Vair, Contrexéville, Vittel, Neufchâteau.
- Lycées à Mandres-sur-Vair, Contrexéville, Neufchâteau.

### Santé
Professionnels et établissements de santé :
- Médecins à Châtenois, Bulgnéville, Gironcourt-sur-Vraine, Contrexéville, Vittel.
- Pharmacies à Châtenois, Bulgnéville, Gironcourt-sur-Vraine, Contrexéville, Vittel.
- Hôpitaux à Vittel, Neufchâteau, Mattaincourt, Mirecourt.

### Cultes
- Culte catholique, Paroisse Saint-Jean-Baptiste-au-Pays-de-Châtenois[27], Diocèse de Saint-Dié.

## Économie

### Entreprises et commerces

#### Agriculture
- Culture de fruits à pépins et à noyau.
- Élevage de vaches laitières.
- Élevage de chevaux et d'autres équidés.
- Élevage d'autres bovins et de buffles.
- Élevage d'autres animaux.
- Exploitation forestière.

#### Tourisme
- Hébergements et restauration à Châtenois, Bulgnéville, Gironcourt-sur-Vraine, Saint-Paul, Contrexéville, Vittel.

#### Commerces
- Commerces et services de proximité.

### Héraldique
|  | D’azur à la croix alésée recroisetée au pied fiché d’or surmontée de trois flocs du même rangés en chef. |

## Culture locale et patrimoine

### Lieux et monuments

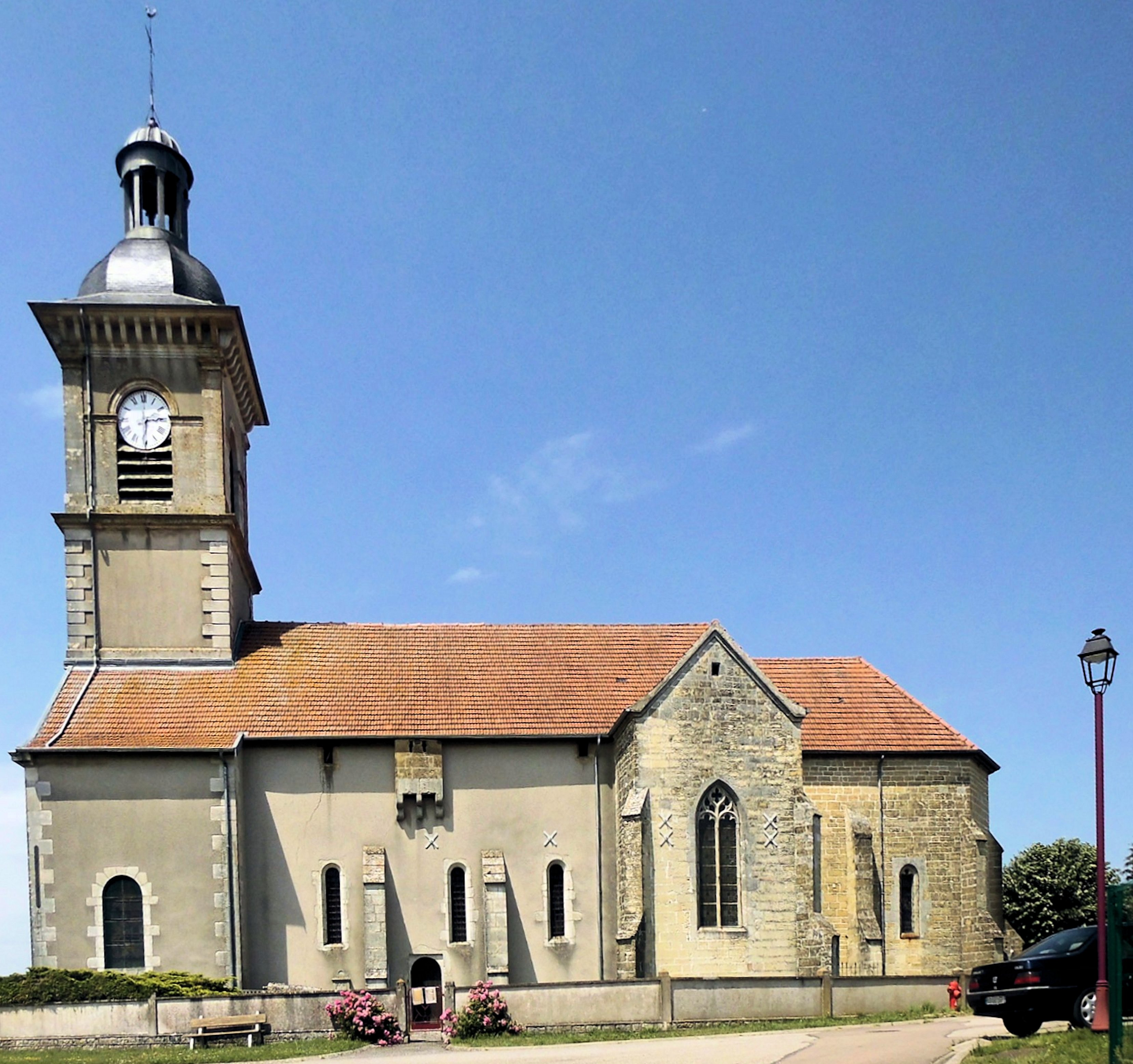
L'église Saint-Ludumier.
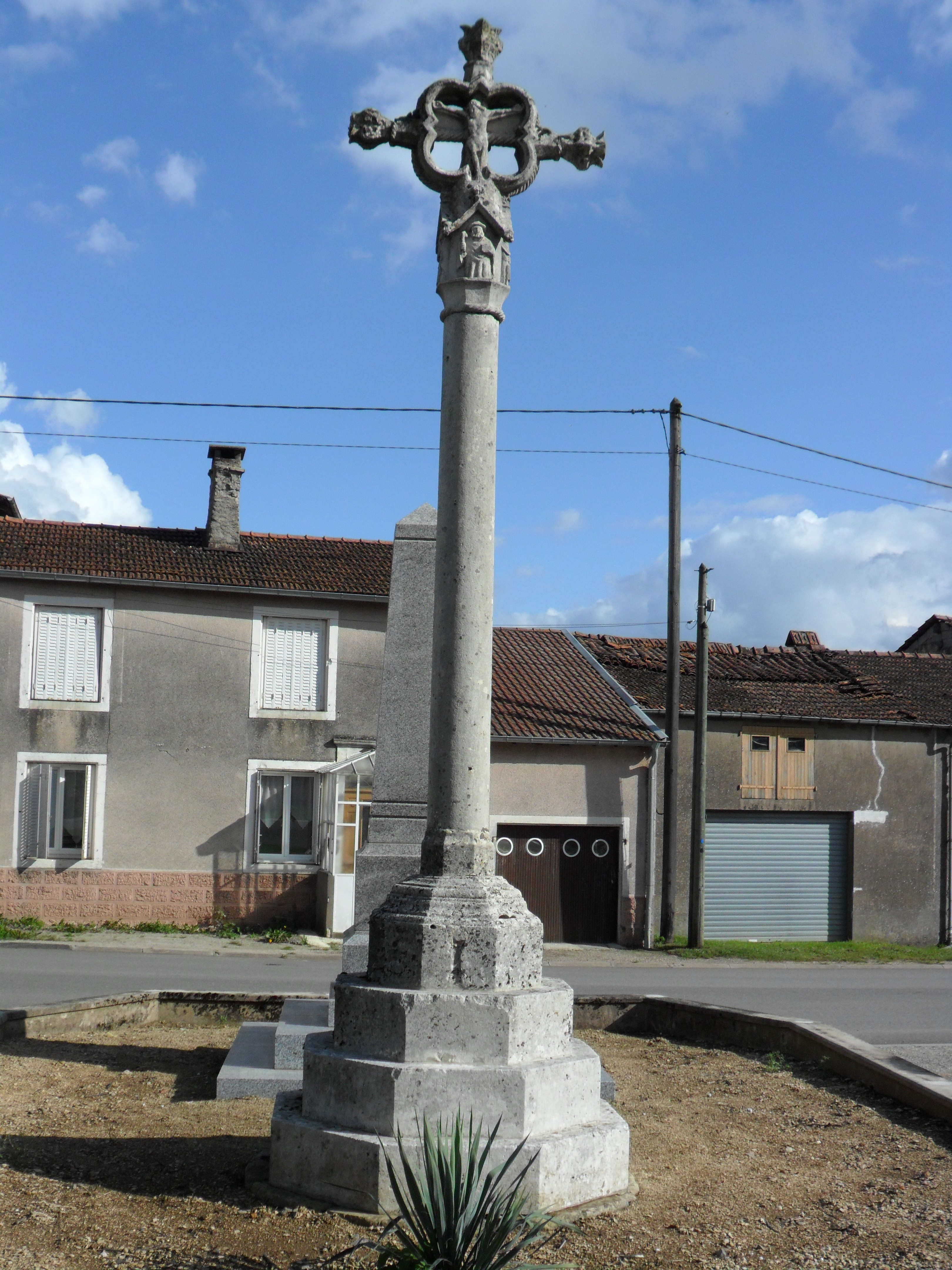
Croix de chemin.
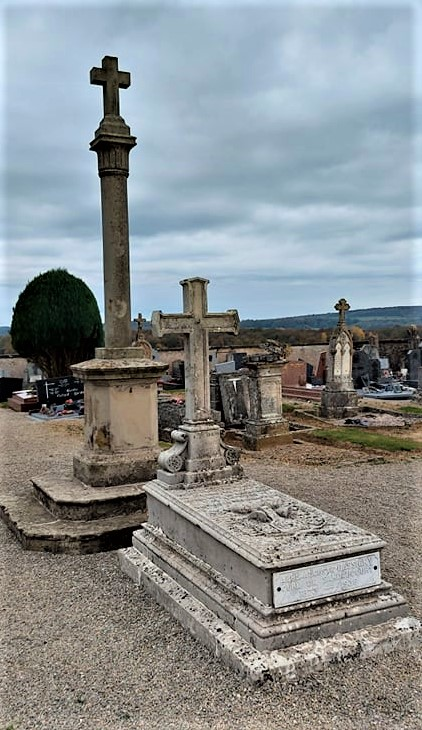
Tombe du curé Florentin Daubié.

- Église Saint-Ludumier du XVe siècle[28]. Restaurée à plusieurs reprises, elle présente des styles différents, roman (fenêtre de la nef), gothique (nef à trois travées, chœur) et flamboyant (fenêtres du transept)[29],[30],[31].

L'orgue a probablement été construit vers 1850,.
Statue Saint Antoine.
Statue Sainte Barbe.
Retable nord, 2 bas-reliefs : la Passion, l'Adoration des Mages.
Bénitier.

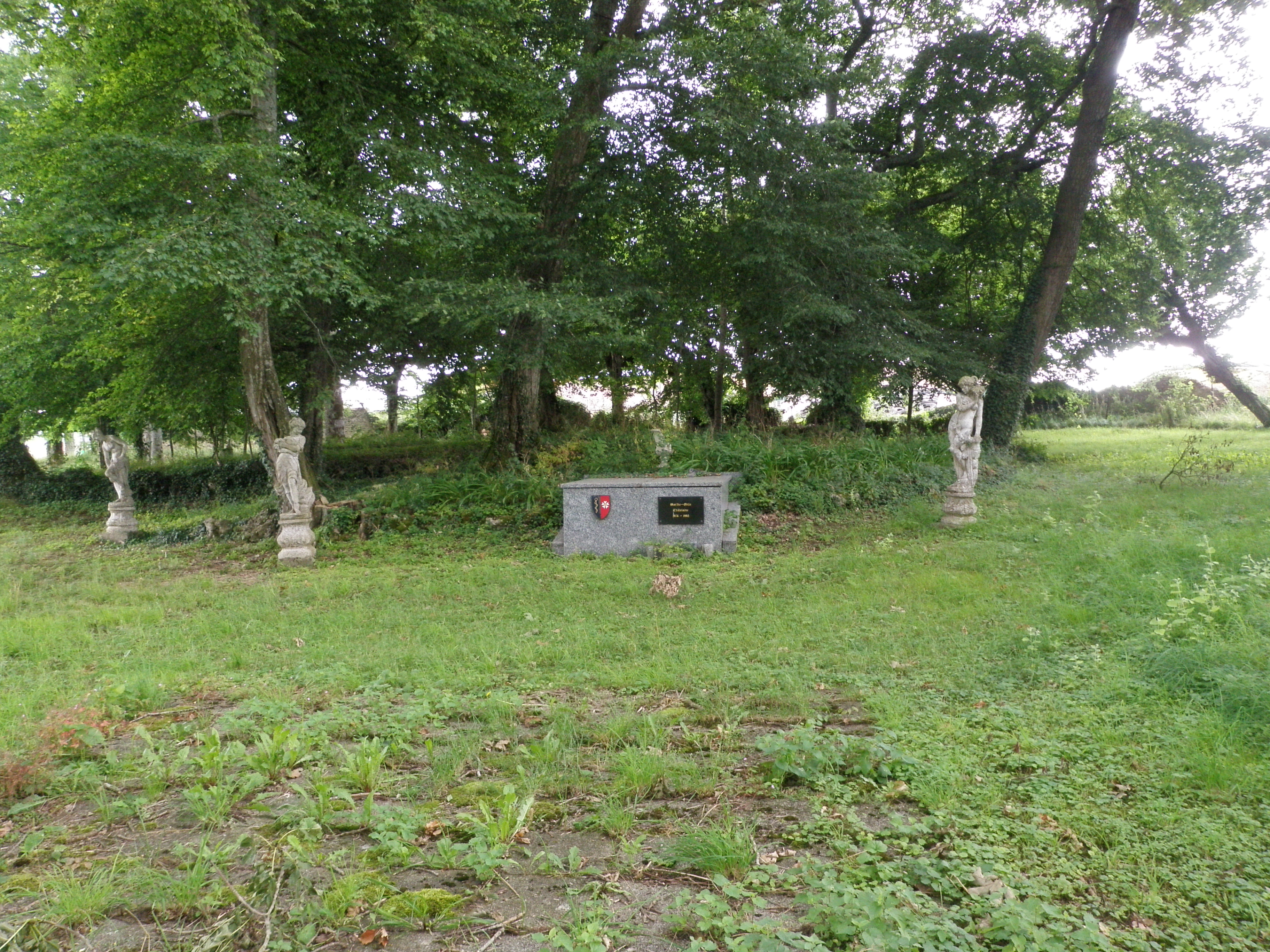
Tombe de Marthe-Odile Lersy dans le parc du château.

- Le château de Sandaucourt du XVIe siècle est bien conservé dans son gros-œuvre[38]. Il a été restauré par ses propriétaires[39], et se visite du 1er juillet au 15 août[40]. Les façades et toitures du château, du pavillon de garde et de l'ancienne chapelle[41] ainsi que le perron d'accès avec sa rampe en fer forgé sont classés au titre des monuments historiques par arrêté du 2 avril 1980[42] ; l'intérieur de la chapelle dit salle à colonnes est inscrit par le même arrêté.

Gargouilles à formes humaines du château de Sandaucourt "Femme en douleurs enfantant le sourire",.
Les espaces extérieurs du château préservés avec 20 marronnier face à son entrée, les deux passerelles et le pont de pierre enjambant le ruisseau de l'Épine, petit affluent du Vair.
- Croix de chemin du XVIe siècle, à 200 m de l'église Saint-Ludomier, classée aux monuments historiques par arrêté du 20 juillet 1908[46]. On trouvera une description détaillée de cette croix dans un article de l'abbé Chapelier[47].
- Monument aux morts[48],[49],[50],[51].
- Patrimoine architectural rural recensé par le service de l'Inventaire général du patrimoine culturel[52].

Ensemble de trois puits - abreuvoirs.
Ensemble de deux pompes à eau.

### Personnalités liées à la commune
- Jean Basin, dit Jean Basin de Sandaucourt, né dans la commune au XVe siècle. Chanoine de Saint-Dié et linguiste, il fut associé aux travaux du Gymnase vosgien réuni par Vautrin Lud.
- Joseph-Florentin Daubié (Bains-les-Bains 1810-Sandaucourt 1885), frère et parrain de la première femme bachelier Julie-Victoire Daubié il fut curé de Sandaucourt et est enterré au cimetière du village. Il est l'auteur du Catéchiste des villes et des campagnes[55] qui passe pour être l'ouvrage choisi pour l'éducation religieuse du prince impérial.

## Pour approfondir